# 打撃戦闘機

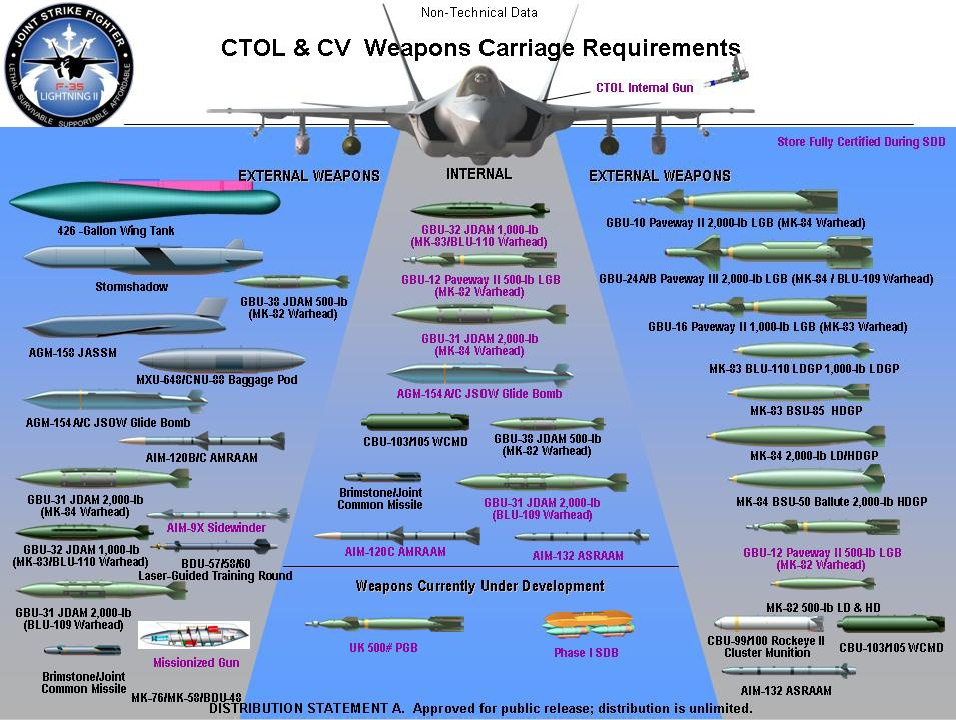
F-35A・Cの兵装

打撃戦闘機（ストライクファイター）とは、状況に応じて多様な兵装を搭載可能な戦闘爆撃機・マルチロール機(多用途戦闘機)の中でもとりわけ対空戦闘能力に重点をおいた戦闘機の呼称である。

## 歴史

### イギリス

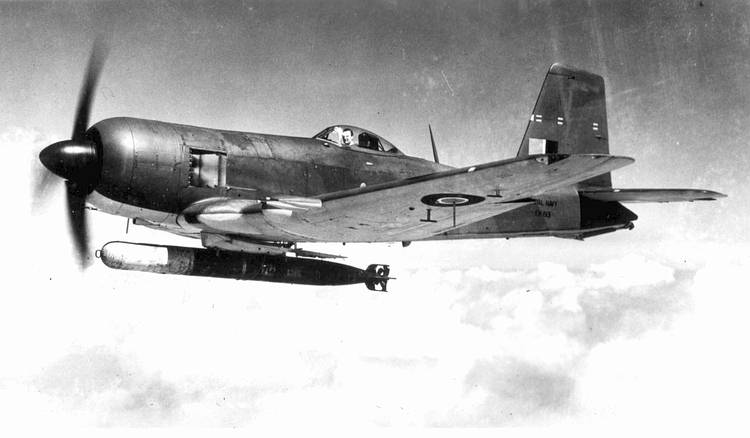
ブラックバーン ファイアブランド

第二次世界大戦の頃より、イギリス海軍では対空戦闘もこなす攻撃機、日本で言うなれば戦闘雷撃機なる分類で配備された艦上機をStrike Fighterと呼ぶことがあった。ただ当時の技術的な限界もあり、対空戦闘能力は中途半端なレベルに甘んじた。
- ウェストランド ワイバーン
- ブラックバーン ファイアブランド
- ブラックバーン ファイアクレスト（英語版）

### NATO

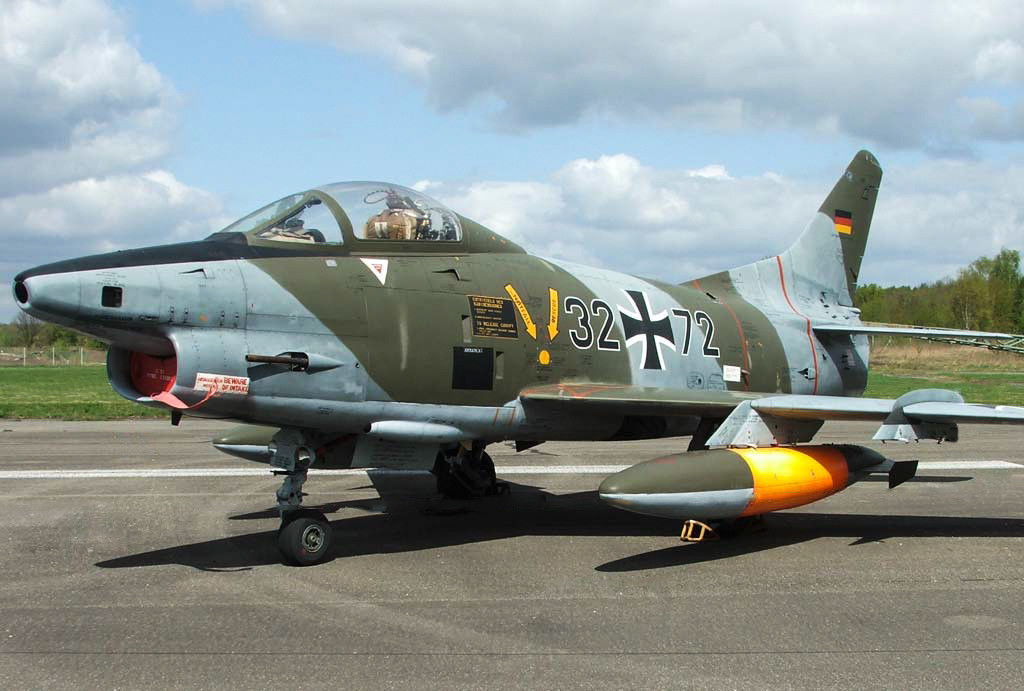
フィアット G.91

大戦後、NATOにおける次期兵器開発計画のひとつとして"NATO Basic Military Requirement 1"・略してNBMR-1が告示され、軽量戦術打撃戦闘機（LWTSF）と称する小型機が同盟各国で開発された。
これは共産圏からの核攻撃に備え、高価な大型機の代わりに多数の小型機を分散配備するという意図があった。しかし、コンペにより制式採用されたG.91の導入を見送る同盟国が相次ぎ、同盟各国の標準装備とする計画は成功とは言い難いものとなった。
なお直接の関係はないが、安価な小型機を多数配備するという用兵思想は後にアメリカ合衆国の軽量戦闘機計画にてジェネラル・ダイナミクス F-16として結実することになる。
- ノースロップ N-156 - 後のF-5
- フィアット G.91 - コンペを経て制式採用。ただし結果的に導入したのは西ドイツ、ポルトガル、そして開発国のイタリアに留まった。
- アエルフェール サジッタリオ2 - 試作のみ
- フォーランド ナット - 後にイギリス空軍練習機に採用。インドではライセンス生産の実績あり。
- アブロ 727 - 720、726を基に計画されたが中止
- ブレゲー 1001 タン - 試作のみ
- ダッソー ミステールXXIV - 後のエタンダールIV
- シュド・エスト バルデュール - 試作のみ
- SIPA（フランス語版） S-800 - 計画のみ

### アメリカ

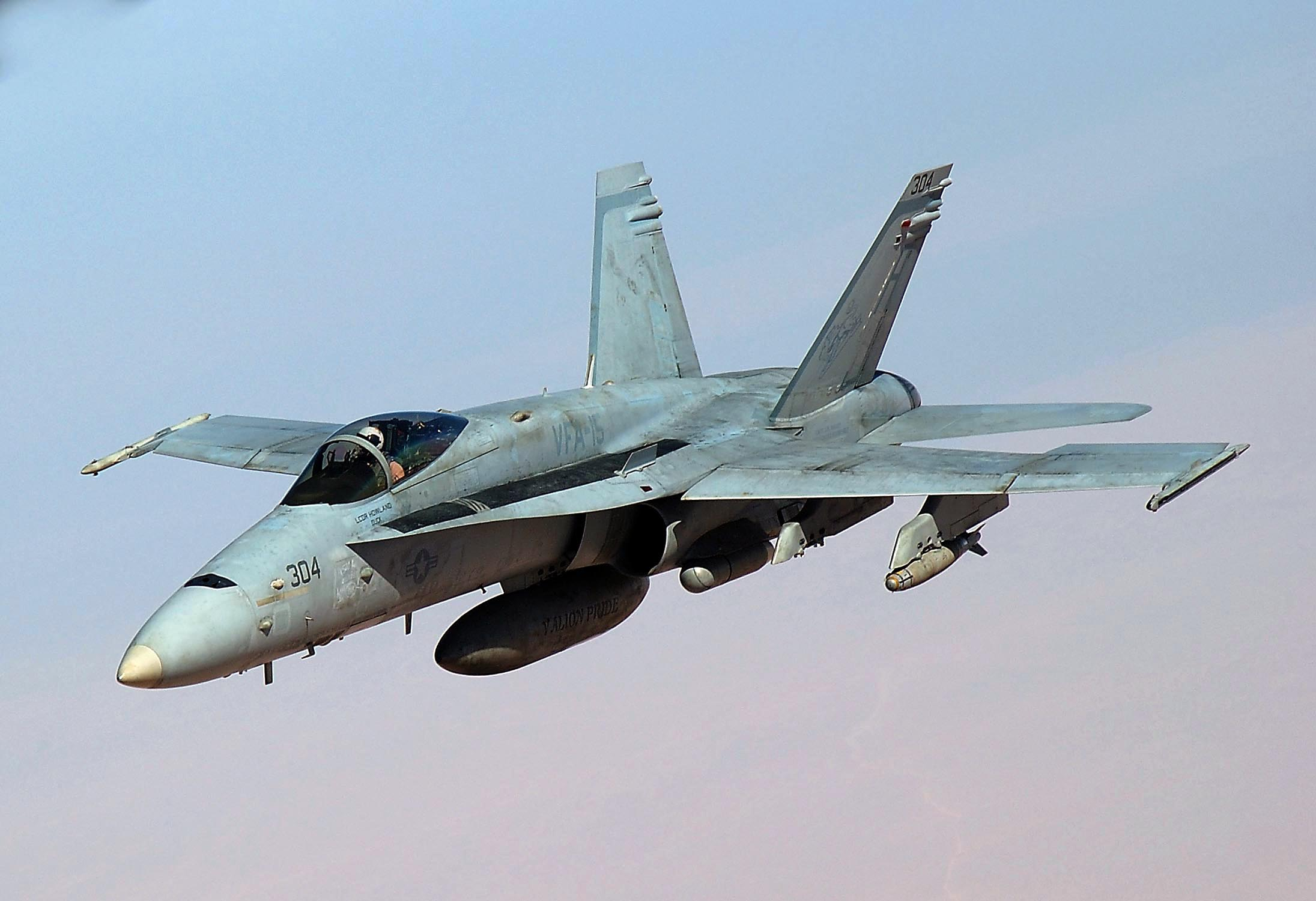
F/A-18C

さらに時を経て、アメリカ海軍ではF/A-18 ホーネットの登場に伴い、ストライクファイターという呼称を正式に使用するようになった。余談ながら同機は、前述の軽量戦闘機計画でF-16の原型機・YF-16Aに敗れたノースロップ YF-17を艦載機としてリファインしたものである。
その後も、米国においては、主力戦闘機に比肩しうる対空能力を維持しつつ対地能力を強化した派生機種はストライクファイターとみなされる。

## 統合打撃戦闘機
アメリカ主導のもと、国際協力による新型機開発計画"Joint Strike Fighter Program"（統合打撃戦闘機計画）で誕生したロッキード・マーティン F-35は、Joint Strike Fighter（略してJSF）とも称される。

## 代表的な機種
冒頭にて述べたように、現代においての概念はマルチロール機とほぼ同義である。同項も参照のこと。
- ユーロファイター タイフーン
- F-15E
- F-15SE
- F/A-18E/F
- J-15
- J-16
- Su-30MKK（英語版）
- Su-34